# Tristia
Die Tristia (dt.: Trauriges oder Klagelieder) sind in fünf Büchern überlieferte poetische Briefe in elegischer Form, die der Dichter Ovid aus seinem Verbannungsort Tomis am Schwarzen Meer ungefähr in den Jahren 8 bis 12 n. Chr. an verschiedene Adressaten richtete. Sie werden fortgesetzt in vier Büchern Epistulae ex Ponto (Briefe vom Schwarzen Meer), die er in den Jahren 12 bis 17 verfasste.

## Inhalt
Die Tristia erzählen die Geschichte eines ans Ende der Welt verbannten Dichters; seiner Reise dorthin, der Gefahren der See mit ihren Stürmen und des Aufenthaltes am Schwarzen Meer bei den barbarischen Geten, sowie vom Leben in der fernen Stadt Tomis, das dauernd bedroht ist von wilden Horden jenseits der Donau, in einem Land, das vom härtesten Frost verbrannt ist. Diese und weitere Einzelheiten der Reise ins und des Aufenthalts im Exil sind zum Teil übliche literarische Topoi: kaum ein Epos ohne Seesturm und Schiffskatastrophe, kaum eine Erwähnung der fernen Skythen, Sarmaten oder Geten ohne Verweis auf ihr unwirtliches Land. Diese Topoi erfahren ihre poetische Ausgestaltung durch den Dichter. Man wird nicht ernsthaft annehmen, dass Ovid mit zitternder Hand während des Seesturms, während Wellen, hoch wie Berge das Schiff, das ihn nach Tomis bringen sollte, fast untergehen ließen, Gedichte schrieb. Andere Motive, die in den Briefen des Verbannten wiederkehren, sind wohl eher Ausdruck von Ovids eigenem Erleben und damit unmittelbare Erfahrung seines Exils. Dazu gehören jene Gedichte, die der in Ungnade Gefallene an seine Frau und die wenigen noch verbliebenen Freunde, kaum noch zwei oder drei gerichtet hat. Dazu zählen aber auch die Bittbriefe an Kaiser Augustus, den er als den sanftmütigsten Herrscher, mitissime Caesar, anspricht, in der Hoffnung, dieser werde ihn begnadigen oder ihm wenigstens einen der Stadt Rom näher gelegenen Verbannungsort zugestehen. Ein weiteres Motiv, das die Tristia durchzieht, ist dem griechischen Mythos entlehnt: Die Rolle des Kaisers und das Schicksal des Dichters werden wiederholt durch Beispiele aus der Welt der Götter und Helden gespiegelt. Hier lenkt der Kaiser wie Jupiter die Geschicke der Welt und der Menschen. Der Dichter leidet fern der Heimat wie ein zweiter Odysseus. Der Ort des Exils, die Schwarzmeerküste, gibt Ovid Anlass, von der aus Kolchis stammenden Medea und Iason zu sprechen.

## Grund der Verbannung
Das Werk selbst ist auch die Quelle schlechthin für die Frage, weshalb Ovid ans Schwarze Meer verbannt worden ist. Der Dichter selbst verrät wenig, er nennt als Gründe nur lakonisch carmen et error. Eine Dichtung, die Ars amatoria nämlich, geschrieben trotz der strengen Sittengesetzgebung des Augustus, sei ihm zum Verhängnis geworden und ein – auch im Weiteren ungenanntes – Vergehen, irrtümlich geschehen und ganz ohne Absicht, aber zum Ärger des Kaisers. Das 2. Buch der Tristien, ein einziges Großgedicht in 578 Versen, ist aufgebaut wie eine Verteidigungsrede vor Gericht. Der Dichter gibt darin seine Schuld zu, verteidigt sich ausführlich gegen die Vorwürfe hinsichtlich seiner Dichtung, lässt aber das dem error geschuldete Vergehen völlig beiseite. An einer anderen Stelle, weist der Dichter darauf hin, dass sein Verbrechen keine Bluttat ist. Zur Rezeptionsgeschichte der Tristia gehören auch die Spekulationen über die Gründe für die Verbannung, ernstzunehmende und eher kuriose. Heute ist es Stand der Forschung, dass diese Frage nach der derzeitigen Lage der Quellen ungelöst bleiben muss.

## Bedeutung
Die Tristia stehen am Beginn einer Tradition von Werken der Weltliteratur, die aus der Erfahrung des Exils erst möglich geworden sind. Und dabei unterscheidet sich Ovids Exilsituation zweifellos von der anderer, besonders jener Autoren, die im Zuge der Verbrechen des letzten Jahrhunderts ihre Heimat verlassen mussten. Ovid war, genau genommen, nur relegiert, d. h., er behielt sein Vermögen, und seine Bücher – die Liebeskunst freilich nicht – waren weiterhin geduldet in Rom, ja auch die in Tomi entstandenen Gedichte wurden gelesen. Tu tamen i pro me et aspice Romam schickte er das neue Buch auf den Weg, das stellvertretend für ihn in die Heimat zurückkehren sollte, da es ihm selbst nicht erlaubt war. Ob Relegation oder Exil, viele der Erfahrungen und Beobachtungen Ovids, das Leben in der Fremde betreffend, mussten auch den Exilautoren des letzten Jahrhunderts aufgefallen sein. Das Ich in den Tristia etwa und der in Paris lebende Komponist Trautwein in Lion Feuchtwangers Roman Exil, nur um ein Beispiel von vielen zu nennen, leiden an derselben Sehnsucht nach Heimat.
Die Exilliteratur des 20. Jahrhunderts hat der Tristia den Boden bereitet. Zuvor brachten Philologen und Leser für den klagenden, so „unmännlich“ wirkenden Ovid kaum Verständnis auf. Anders Ossip Mandelstam: Er berief sich mit seiner gleichnamigen Gedichtsammlung auf den römischen Dichter.
Auch Christoph Ransmayr schuf in seinem Werk Die letzte Welt eine literarische Exil-Wirklichkeit, die „eine Überblendung mythischer Orte aus Ovids Metamorphosen, Tristien und Epistulae ex Ponto“ verwendete. Infolge der Exilerfahrung so manch anderer  erfuhren die Tristien schließlich nach dem Zweiten Weltkrieg eine neue, positive Bewertung. Dabei hatte Ovid selbst maßgeblich zu der Ansicht beigetragen, sein Spätwerk reiche in sprachlicher Hinsicht an die in Rom entstandenen Bücher nicht heran. Manchen Philologen freilich ist anzulasten, Bescheidenheitsformeln wie die folgende in ihrer Bedeutung nicht erkannt zu haben: ipse mihi videor iam DEDIDIKIsse Latine: nam DIDIKI GetiKE SarmatiKEQUE loQUI (Mir kommt vor, ich hab das Lateinische schon verlernt, und dafür getisch und sarmatisch zu sprechen gelernt). Solche Aussagen gehören ins Reich des Topos, wenn Ovid behauptet, er beherrsche seine Muttersprache nicht mehr, aber gleichzeitig auf glänzende Weise die rauen Kehllaute der neuen Sprachen in der alten erklingen lässt. Oder mit Niklas Holzberg, dem Philologen: „So hört sich’s also an, wenn man mit seinem Latein am Ende ist.“

## Ausgaben
- John B. Hall (Hrsg.): P. Ovidi Nasonis Tristia, Stuttgart/Leipzig: Teubner, 1995. ISBN 3-8154-1567-5.
- S. G. Owen (Hrsg.): P. Ovidi Nasonis Tristium libri quinque, Ibis, Ex ponto libri quattuor, Halieutica, Fragmenta, Oxford: Clarendon, 1915. Nachdrucke 1951 und 1963.
- P. Ovidius Naso: Tristia, hrsg., übers. und erkl. von Georg Luck. 2 Bd., Heidelberg: Winter, 1967–1977.
- Publius Ovidius Naso: Tristia, hrsg., übers. und erkl. von Volker Ebersbach, Leipzig 1984
- P. Ovidius Naso: Briefe aus der Verbannung. Lateinisch und deutsch, übertragen von Wilhelm Willige. München: Artemis, 1990. ISBN 3-7608-1659-2.